# Кара-Сулейман
Ка́ра-Сулейма́н — гірська вершина у північно-східній частині Великого Кавказу. Знаходиться на півночі Азербайджану.